# Puéllaro
Puéllaro ist eine Ortschaft und eine Parroquia rural („ländliches Kirchspiel“) im Kanton Quito der ecuadorianischen Provinz Pichincha. Die Parroquia Puéllaro gehört zur Verwaltungszone Eugenio Espejo. Die Parroquia besitzt eine Fläche von 70,93 km². Die Einwohnerzahl lag im Jahr 2010 bei 5488. 

## Lage
Die Parroquia Puéllaro liegt in den Anden im nordzentralen Teil der Provinz Pichincha. Der Río Guayllabamba fließt entlang der westlichen Verwaltungsgrenze nach Norden. Der etwa 2070 m hoch gelegene Hauptort befindet sich 34 km nordnordöstlich vom Stadtzentrum von Quito. 
Die Parroquia Puéllaro grenzt im Osten und im Süden an die Parroquia Malchinguí (Kanton Pedro Moncayo), im Westen an die Parroquia San Antonio de Pichincha sowie im Norden an die Parroquias Perucho, Chavezpamba und Atahualpa.

## Geschichte
Puéllaro wurde im Jahr 1534 von Pedro de Puelles gegründet. Die Parroquia Puéllaro wurde am 25. Mai 1861 gegründet und damit unabhängig von Perucho.